# Aristochromis
Aristochromis is een monotypisch geslacht van straalvinnige vissen uit de familie van de cichliden (Cichlidae).

## Soort
- Aristochromis christyi Trewavas, 1935